# Saltatrás

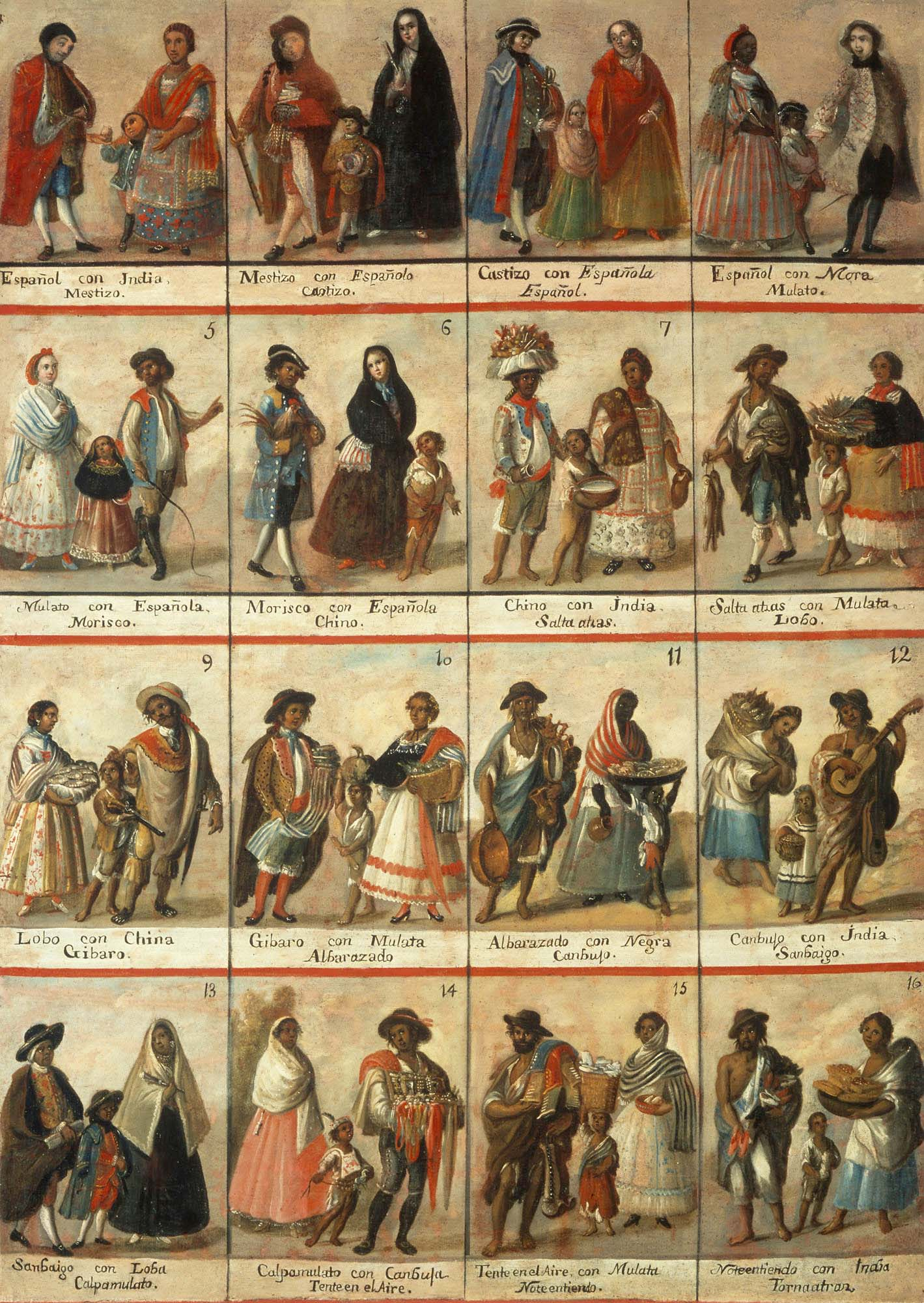
Salta atrás en una pintura de casta

Saltatrás, Salta atrás o tornatrás es un nombre de relación, usado en las sociedades coloniales de Hispanoamérica, especialmente en las pinturas de casta. 
Aunque su definición puede variar según los contextos y autores, así pueden llamar al bisnieto de una pareja de mestizos cuando hay mezcla en las generaciones siguientes. Para que esto se entienda hay que anotar que de la unión de una persona española e india o negra, sale un mestizo o un mulato respectivamente. Si este se casa después con alguien español, sale lo que se denomina cuarterón y si el cuarterón se casa después con india, etc. sale un saltatrás, que quiere decir que saltó o volvió atrás en orden a tener sangre española por tomar más de una persona de raza india o negra.